# 連合国暫定当局

イラク共和国
الجمهورية العراقية（アラビア語）
كۆماری عێراق（クルド語）
Republic of Iraq（英語）

国歌: موطني（アラビア語）
わが祖国

イラク共和国の位置

連合国暫定当局（れんごうこくざんていとうきょく、英語: Coalition Provisional Authority）とは、アメリカ軍（アメリカ合衆国）を中心としてイラクの政府体制を再建しようとする連合暫定施政当局をいう。略称「CPA」。旧称は復興人道支援室（ORHA：US Office of Reconstruction and Humanitarian Assistance）で、アメリカ合衆国国防総省（アメリカ合衆国連邦政府）のイラク占領統治機関であった。
本部はバグダード市内にあるサッダーム・フセイン大統領時代の大統領宮殿を使用し、本部を中心とした周囲を米軍の管理下に置いていた（通称グリーン・ゾーン。主権委譲後は国連多国籍軍管理のインターナショナル・ゾーン）。CPA解散後、宮殿はアメリカ大使館となった。

## 主要人物
- ジェイ・ガーナー代表（当局発足から1ヶ月で解任）
- ポール・ブレマー代表（ジェイ・ガーナーの後を受けて解散まで運営）
- リッチモンド特別代表

## 政策
国防総省から統治を引き継いだ当局代表ジェイ・ガーナーは、イラク国家運営にはフセイン政権下で要職にあった旧バアス党員やスンナ派勢力の協力が不可欠と考え、戦犯をサッダーム・フセイン一族と側近にとどめて、しばらくは旧バアス党体制を維持したまま、ゆっくりと改革していこうと考えていた。しかし、急進的な体制変革を求めるブッシュ政権や国防総省、イラク国内のシーア派やクルド人勢力はガーナーの方針に反発、彼は1か月で解任され、後任には米国の重鎮キッシンジャーの下で学んだ若手のポール・ブレマーが抜擢された。彼は第二次世界大戦後に日本に置かれた連合国軍最高司令官総司令部のダグラス・マッカーサーに匹敵する地位を得たと評されていたが、ブレマー自身はドイツのバイゾーン管理者だったルシアス・クレイ（Lucius D. Clay）と比較していた。
彼は就任すると、本国や国内勢力の意を受け、元バアス党員すべてを公職追放した。官公庁職員・警察官・消防士・軍人など、フセイン時代からの公務員は概ねバアス党に登録していた為、これらの人材が武装勢力に加わる結果となった。また、公職や高級な職種についていたのはサッダームに厚遇されたスンナ派に限られていた為、これらを追放すると、失業したスンナ派住民と、それまでの抑圧の恨みを持ったシーア派・クルド人の軋轢が増し、過度な衝突を招いた。国家運営は、連合軍や連合国の人材が当初から少なすぎたことが災いし、各宗教・民族勢力が自治組織を運営して勢力を拡大した。当局はクルド人の自治権を大幅に拡大したが、クルド自治区はイラク軍とは別の武装組織が治安維持を行い始め、治安は良いものの、半独立国の様相であり、クルド人組織も独立を望んでいるが、大量のクルド人を抱える周辺諸国は危機感を募らせた。

## 歴史
詳細な歴史はイラク戦争の年表を参照
2003年
- 3月19日　イラク戦争始まる。
- 4月9日　フセイン政権崩壊、以降の統治を米国防総省復興人道支援室で行なう。
- 4月21日　連合国暫定当局発足
- 5月1日　ブッシュ米大統領の戦闘終結宣言
- 5月22日 国際連合安全保障理事会決議1483で占領軍としての特別権限が連合国暫定当局に与えられる
- 7月13日　イラク統治評議会の最初の会合。旧フセイン政権が崩壊した4月9日を国民の休日と決定。

2004年
- 4月　イラク保健省へ行政権限をはじめて移譲（以後、各省庁へ権限移譲を行なう）。
- 5月28日　統治評議会が暫定政権を選出。
- 6月2日　暫定政権が発足して統治評議会が解散。
- 6月24日　イラク各省庁への行政権限委譲を完了。
- 6月28日　連合国暫定当局解散、暫定政権へ主権移譲。※

※予定では6月30日に予定されていた暫定政権への主権移譲であったが、その妨害をたくらむ武装勢力のテロを恐れ、急遽2日繰り上げての移譲となった。